# Дубинская, Мария Фёдоровна
Мария Фёдоровна Дубинская (до замужества — Лупина; род. 1926, Долбушка, Первомайский сельский округ) — советская колхозница. Герой Социалистического Труда (1948).

## Биография
Мария Лупина родилась в 1926 году в селе Долбушка Боровского района Кустанайского округа Казакской АССР (сейчас Мендыкаринского района Костанайской области Казахстана).
В 1939 году в 13-летнем возрасте стала трудиться в колхозе «Новая жизнь» (позже «Дружба») Кагановичского района Фрунзенской области (сейчас Сокулукский район Чуйской области Кыргызстана). Работала в полеводческой бригаде, выращивавшей сахарную свёклу.
Впоследствии возглавляла комсомольско-молодёжное звено. В 1947 году звено Лупиной получило с 2 гектаров сахарную свёклу урожайностью 840 центнеров с гектара.
26 марта 1948 года Указом Президиума Верховного Совета СССР за получение высоких урожаев пшеницы, хлопка, сахарной свёклы в 1947 году получила звание Героя Социалистического Труда с вручением ордена Ленина и золотой медали «Серп и Молот».
В дальнейшем звено Лупиной (Дубинской) продолжало демонстрировать высокую урожайность.
Была депутатом Верховного Совета Киргизской ССР 6-го созыва (1963—1966).
Награждена медалями.